# زوران فركيتش
زوران فركيتش (بالكرواتية: Zoran Vrkić) مواليد 16 أغسطس 1987 في رييكا، جمهورية كرواتيا الاشتراكية، هو لاعب كرة سلة كرواتي. بدأ مسيرته الاحترافية في سنة 2005.

## المسيرة الاحترافية
لعب مع شيبينيك من سنة 2006 إلى 2008، ثم لعب مع سبليت من سنة 2008 إلى 2010، ثم لعب مع أوليمبيا في سنة 2010، ثم لعب مع فورتيتودو بولونيا في الدوري الإيطالي في موسم 2011–2012، ثم لعب مع زادار في سنة 2012، ثم لعب مع إكاروس كاليثيا في موسم 2012–2013، ثم لعب مع بلباو باسكت في الدوري الإسباني في موسم 2013–2014.

## روابط خارجية
- زوران فركيتش على موقع الاتحاد الدولي لكرة السلة (الإنجليزية)
- زوران فركيتش على موقع دوري السوبر التايواني لكرة السلة (الصينية)
- زوران فركيتش على موقع الدوري الإسباني لكرة السلة (الإسبانية)
- زوران فركيتش على موقع كرة السلة الأوروبية.كوم (الإنجليزية)
- زوران فركيتش على موقع ريلجم (الإنجليزية)
- زوران فركيتش على موقع بروبوليرز (الإنجليزية)
- زوران فركيتش على موقع سبورتس رفرنس (الإنجليزية)